# Takeda Nobushige
 (janvier 2025).
Si vous disposez d'ouvrages ou d'articles de référence ou si vous connaissez des sites web de qualité traitant du thème abordé ici, merci de compléter l'article en donnant les références utiles à sa vérifiabilité et en les liant à la section « Notes et références ».
Takeda Nobushige (武田信繁, 1525-18 octobre 1561) était un samouraï japonais de l'époque Sengoku, et le jeune frère de Takeda Shingen.

## Biographie
Takeda Nobushige était le jeune frère de Shingen. Après que Shingen déjoua les plans de leur père pour faire chef de clan Nobushige au lieu de Shingen[pas clair], il a servi son illustre frère. Il est célèbre non seulement pour sa perspicacité stratégique mais également sa sagesse ; il a écrit entre autres Kyūjukyu Kakun, ensemble de 99 règles courtes pour des membres de la maison de Takeda.
Nobushige était un important général qui a mené des forces importantes à plusieurs occasions. En 1544 Shingen, en représailles d'une rébellion, a envoyé Nobushige pour capturer le château de Kōjinyama de Fujisawa Yorichika. Le château de Katsurao, château principal de Murakami Yoshikiyo, est tombé face à Nobushige et à Takeda Yoshinobu en 1553. Il a été plus tard remplacé par Nobushige et Masatake Komai. Ceci a conduit Yoshikiyo à Kenshin Uesugi qui était vraiment le dernier acte significatif avant le début des campagnes de Kawanakajima proprement dites[pas clair].
Nobushige avait 200 cavaliers et 500 troupes à pied à la 4e bataille de Kawanakajima en 1561. Il a été posté au centre avant de la formation de Shingen. Kakizaki Kageie, commandant de tête de l'avant-garde d'Uesugi, avec 1 500 troupes, a chargé dans ses troupes et est tombé dans la mêlée. Sa tête plus tard a été récupérée ; selon Gunkan Koyo : « Un des guerriers de Shingen, nommé Yamadera, l'homme qui l'avait prise et ce faisant l'avait tué avait rapporté la tête de cet homme avec Tenkyu. »